# Auriol (Bocas do Ródano)
Auriol é uma comuna francesa na região administrativa da Provença-Alpes-Costa Azul, no departamento de Bouches-du-Rhône. Estende-se por uma área de 44,64 km². Em 2010 a comuna tinha 12 929 habitantes (densidade: 289,6 hab./km²).